# 모크타르 울드 다다

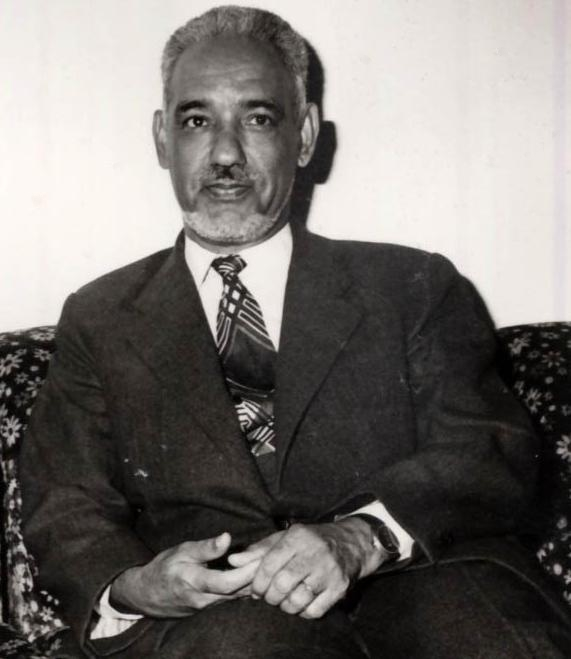
모크타르 울드 다다

모크타르 울드 다다(아랍어: مختار ولد داداه, 영어: Moktar Ould Daddah, 1924년 12월 25일~2003년 10월 14일)는 모리타니의 초대 대통령이다. 1960년 모리타니의 독립과 함께 대통령에 취임했으며 1978년 군사 쿠데타로 물러나기 전까지 19년간 모리타니를 통치했다.

## 출생배경
다다는 모리타니의 귀족계층인 이슬람 사제가문에서 태어났다. 파리에서 법학을 전공하였으며 대학 학위를 취득한 첫 번째 모리타니인이 되었다. 1950년대 말 모리타니로 돌아온 다다는 중도 좌파적 성향의 "모리타니 진보 연합(Progressive Mauritanian Union)"의 일원으로 참가하였고, 최고 집행위원회의 의장이 되었다. 그러나 그는 1959년 새로운 정당인 "모리타니 재정비당(Mauritanian Regrouping Party)" 을 창당한다. 같은해 이루어진 첫 번째 의회 선출 선거에서 그의 당이 제1당이 되는데 다다는 수상으로 지목되었다.
그는 다른 정당들과의 화합을 중요시 했다. 또한 모리타니를 구성하고 있는 3대 주요 인종인 "백인 무어인"과 "흑인 무어인" 그리고 "아프리카계 흑인"들을 융합시키는데 탁월한 능력을 보여주었다. 다양한 정당과 인종의 대표성을 존중한 다다 정부는 1960년 그의 지도력을 신뢰하여 독립을 승인하였던 프랑스 당국자들에게도 신뢰를 얻었다. 다음해인 1961년 8월 행해진 첫 번째 대통령 선거에서 다다는 새로운 공화국의 대통령에 취임하게 된다.

## 모리타니의 대통령
대통령에 취임한 다다는 독립 이전에 공언했던 것과 다른 정책을 펼쳐나갔다. 1961년 9월, 그의 정당은 당시 최대야당과 합당하였고, 12월에는 나머지 4개의 군소 여당과도 합당을 추진해, 모리타니에는 그가 이끄는 "모리타니 인민당(Mauritanian People's Party ,PPM)" 만이 유일당으로 남게 되었다. 1964년에는 대통령 독재체제를 굳히는 일당제 헌법을 통과시켰다. 당시 다다는 "모리타니에는 서구식 다당제를 행할 기반이 마련되어 있지 않다."는 이유를 내세웠다. 일당제 헌법하에 다다는 1966년과 1971년, 1976년에 연속해서 단일후보로 출마해 재선에 성공하였다.
1971년, 다다는 아프리카 통일 기구(OAU)의 의장으로 선출되기도 했다. 그러나 국내에서 그의 정책을 실책을 거듭하였다. 경제는 스태그네이션에 허덕였고, 여전히 프랑스의 원조에 강하게 의존했다. 1969~1974년 사이에는 심각한 가뭄이 발생하였고, 국제적인 철광석의 가격하락으로 수출액은 나날이 줄어들어 국민들의 삶의 질은 더욱 피폐해져 갔다.

## 서사하라 전쟁
울드 다다 정권의 종말을 불러온 것은 폴리사리오 전선과 벌인 전쟁에 대한 모리타니 국민들의 불만이었다.
1975년 서사하라에서 스페인이 철수한 이후 모리타니는 서사하라를 자신들의 영토로 합병하려 하였지만, 이러한 시도는 이 지역의 독립을 추구하는 폴리사리오와 충돌을 빚었다. 다다는 모리타나 독립이전부터 서사하라 지역이 모리타니의 영토임을 주장해 왔지만, 모리타니 국민들에게 대중적으로 받아들여 지지 않았다. 모리타니의 무어인들은 사흐라위족과 높은 연관성을 가지고 있었고, 폴리사리오의 독립요구에 심정적으로 수긍하는 면이 강했다. 심지어 북부 모리타니에 거주하는 수천명의 주민들은 모리타니를 떠나 틴도우프에 있는 폴리사리오 기지에 자진 투항하기도 했다.
남부에서 징집된 아프리카계 흑인들도 다다의 전쟁수행에 부정적인 입장을 보였다. 흑인들인 자신이 아랍세계 내부 갈등에 동원되는 것에 대한 불만이 컸던데다, 서사하라 지역의 무어인들이 대거 영입되면 아프리카계 흑인들에 대한 차별대우가 더 심해 질것이라는 우려 때문이었다. 그러나 다다는 이러한 우려를 묵살하였고, 폴리사리오와의 전쟁을 지속했다.
마드리드 협정에 따라 모리타니는 서사하라의 남쪽 지방을 차지하게 되었다. 하지만 규모가 작고 훈련되지 않은 모리타니군은 프랑스 공군의 지원이 있었음에도 폴리사리오의 게릴라 습격에 제대로 대처할 수 없었다. 폴리사리오는 서사하라 국경에 있는 모리타니의 주요한 수입원인 조에라트(Zouerate) 철광산을 공격하여 마비시켰는데, 이는 모리타니의 경제침체를 심화시켰고 다다 정권의 지지율을 떨어뜨렸다.
1976년에는 수도 누악쇼트가 폴리사리오에 대해 습격당하는데, 다다는 군 장교들을 국방장관으로 임명한다.

## 실각과 이후의 삶
1978년 7월 10일, 참모총장 무스타파 울드 살렉(Mustafa Ould Salek)이 군사 쿠데타를 일으켜 다다를 내쫓고 군사정권을 수립했다. 울드 살렉 정권은 서사하라에 대한 모리타니의 권리를 포기하고 다음해 철군을 실시했다.
1년간의 수감생활을 마친 다다는 1979년 8월 프랑스로 추방되었다. 1980년 프랑스에서 모리타니 민주 연맹(Alliance pour une Mauritanie Democratique, AMD)를 구성하는 등 군사 정권을 전복시키려는 시도를 했지만 무위로 돌아갔다. 2001년 7월 17일 모리타니 정부는 다다의 입국을 허용했지만 다다는 2003년 10월 14일 지병으로 인해 파리에서 숨졌다. 다다의 유해는 모리타니로 옮겨와 그곳에서 매장되었다.

## 역대 선거 결과
| 선거명      | 직책명            | 대수 | 정당            | 득표율  | 득표수    | 결과 | 당락 |
| ----------- | ----------------- | ---- | --------------- | ------- | --------- | ---- | ---- |
| 1961년 선거 | 모리타니의 대통령 | 1대  | 모리타니 재편당 | 100.00% | 370,970표 | 1위  |      |
| 1966년 선거 | 모리타니의 대통령 | 1대  | 모리타니 인민당 | 100.00% | 471,577표 | 1위  |      |
| 1971년 선거 | 모리타니의 대통령 | 1대  | 모리타니 인민당 | 100.00% | 512,708표 | 1위  |      |
| 1976년 선거 | 모리타니의 대통령 | 1대  | 모리타니 인민당 | 100.00% | 630,635표 | 1위  |      |